# Uroxys elongatus
Uroxys elongatus là một loài bọ cánh cứng trong họ Bọ hung (Scarabaeidae).